# Shālqūn
Shālqūn (persiska: شالقون) är en ort i Iran.   Den ligger i provinsen Östazarbaijan, i den nordvästra delen av landet, 400 km nordväst om huvudstaden Teheran. Shālqūn ligger 1 751 meter över havet och antalet invånare är 909.
Terrängen runt Shālqūn är varierad. Runt Shālqūn är det ganska glesbefolkat, med 40 invånare per kvadratkilometer. Närmaste större samhälle är Sarāb, 15,5 km norr om Shālqūn. Trakten runt Shālqūn består i huvudsak av gräsmarker.